# ŠK Sirmium Sremska Mitrovica
ŠK Sirmium Sremska Mitrovica, pełna nazwa Šahovski klub Sirmium – serbski klub szachowy z siedzibą w Sremskiej Mitrovicy, mistrz Serbii kobiet z 2021 roku.

## Historia
Klub został założony w 2019 roku. W tym samym roku klub przystąpił do rozgrywek drugiej ligi kobiet, którą wygrał, uzyskując tym samym awans do Prvej ligi. W sezonie 2021 klub zdobył mistrzostwo Serbii kobiet. Skład drużyny stanowiły wówczas Lela Dżawachiszwili, Jovana Erić, Mila Žarković, Marina Gajcin i Aleksandra Dimitrijević. W 2024 roku klub przystąpił do rozgrywek Pucharu Europy w kategorii open oraz kobiet. W kategorii open Sirmium wygrał z St Benildus Chess Club i White Knights Chess Club, zremisował z White Rose Chess Club, a przegrał z The Sharks, De Pluspion Wachtebeke, OFI i La Tour d’Ans-Loncin i został sklasyfikowany na 70. miejscu. W rozgrywkach kobiet klub odniósł zwycięstwo nad drużynami B i A SG Solingen, Napredakiem Zenica i SuperChess Club, zremisował z CE Monte-Carlo i przegrał z Crveną zvezdą i ŠK Ljubljana. W turnieju zespół zajął czwarte miejsce. W kadrze drużyny znajdowały się wówczas Günay Məmmədzadə, Nurgyul Salimova, Leja Garifullina i Gövhər Bəydullayeva.

## Arcymistrzowie w historii klubu
- Natalija Żukowa[8]